# José María Martín de Herrera y de la Iglesia

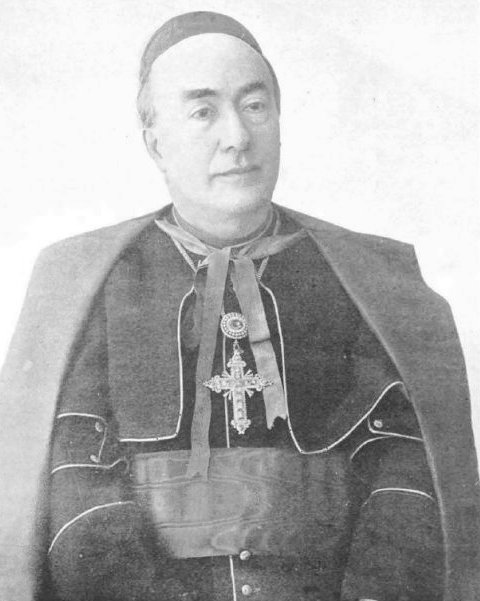
José María Martín de Herrera y de la Iglesia (1897)

José María Kardinal Martín de Herrera y de la Iglesia (* 26. August 1835 in Aldeadávila de la Rivera, Spanien; † 8. Dezember 1922 in Santiago de Compostela) war Erzbischof von Santiago de Cuba und ab 1889 Erzbischof von Santiago de Compostela.

## Leben
José María Martín studierte Theologie und Kirchenrecht in Salamanca und erhielt im September 1859 die Priesterweihe. Nachdem er zunächst als Pfarrer in Salamanca tätig gewesen war, wurde er 1865 Präsident der Colegiata de Logroño. 1871 wurde er Domdekan im Bistum León. Papst Pius IX. ernannte ihn 1875 zum Auditor der Römischen Rota.
Das Amt trat Martín de Herrera y de la Iglesia jedoch nie an, da er noch im selben Jahr zum Erzbischof von Santiago de Cuba ernannt wurde. Die Bischofsweihe spendete ihm am 3. Oktober 1875 Kardinal Juan de la Cruz Ignacio Moreno y Maisonave, Erzbischof von Toledo. Mitkonsekratoren waren Francisco de Paula Benavides y Navarrete, Patriarch von Westindien, sowie Francisco de Sales Crespo y Bautista, Bischof von Mondoñedo. König Alfons XII. schlug den 40-jährigen schon damals zur Ernennung zum Kardinal vor. In den folgenden Jahren wurde er in den Senat des spanischen Königreiches berufen. José María Martín verfasste auch zahlreiche Hirtenbriefe. Am 14. Februar 1889 wurde er Erzbischof und Metropolit von Santiago de Compostela und kehrte aus Kuba zurück.
Papst Leo XIII. nahm ihn am 19. April 1897 als Kardinalpriester von Santa Maria in Traspontina ins Kardinalskollegium auf. Nach dem Tod Leos XIII. nahm er am Konklave 1903 teil, das Pius X. wählte, sowie am Konklave 1914, das Benedikt XV. wählte. Nach dessen Tod nahm der 86-jährige Kardinal Martín de Herrera y de la Iglesia aus Alters- und Gesundheitsgründen nicht am Konklave 1922 teil. Er starb noch im selben Jahr und wurde in der Kathedrale von Santiago de Compostela beigesetzt.

## Veröffentlichungen (Auswahl)
- Carta pastoral del Excmo. e Illmo. Sr. Arzobispo de Santiago de Cuba, al clero y pueblo de esta archidiocesis sobre el espiritismo (1881)
- Carta Pastoral de Excmo. y Revmo. Señor Cardenal José María Martín de Herrera y de la Iglesia, contra la blasfemia (1903)
- Carta pastoral del Emmo. y Revmo. Sr. cardenal Martín de Herrera, arzobispo de Santiago de Compostela, sobre "El amor a la parroquia" (1920)